# Wahl des Rats der Region Brüssel-Hauptstadt 1999
- PS: 13
- Ecolo: 14
- PRL-FDF: 27
- Vivant: 1
- PSC: 6
- FN: 2
- FNB: 1
- SP-AGA: 2
- VLD-VU-O: 2
- CVP: 3
- VB: 4

Die Wahl des Rats der Region Brüssel-Hauptstadt 1999 fand am 13. Juni 1999, zeitgleich mit der Europawahl und der Wahl zum föderalen Parlament statt. Gewählt wurden die Mitglieder der Legislative der Region Brüssel-Hauptstadt, eine der drei Regionen Belgiens, für die Legislaturperiode 1999–2004.
Die Parteien waren aufgeteilt in französischsprachige und flämischsprachige Parteien. Es kandidierten 23 französischsprachige und 4 flämischsprachige Listen
| französischsprachige Listen | französischsprachige Listen                                              |
| Kürzel                      | Liste                                                                    |
| --------------------------- | ------------------------------------------------------------------------ |
| A                           | Alliantie-Alliance                                                       |
| Bloc-WL                     | Bloc Wallonie libre                                                      |
| Ecolo                       | Ecolo                                                                    |
| D.MARET                     | Demaret                                                                  |
| La G.P.                     | La Gauche plurielle                                                      |
| DD                          | Droite démocratique                                                      |
| FN                          | Front national                                                           |
| FNB                         | Front nouveau de Belgique                                                |
| ICB                         | Intérêts citoyens Bruxelles                                              |
| MARS                        | Ma région solidaire                                                      |
| PC                          | Parti communiste                                                         |
| PH                          | Parti humaniste                                                          |
| PMTJ                        | Pour un mouvement de défense des travailleurs et de la jeunesse          |
| PNPb                        | Parti pour une nouvelle politique belge                                  |
| PRL-FDF                     | Parti Réformateur Libéral-Front démocratique des Bruxellois francophones |
| PS                          | Parti socialiste                                                         |
| PSC                         | Parti Social Chrétien                                                    |
| PSD                         | Parti social démocrate                                                   |
| PTB-UA                      | Parti du Travail de Belgique-Unité anticapitaliste                       |
| Tarte                       | Tous allumés ripaillons tous ensemble                                    |
| UDDU                        | Union démocratique–Democratische unie                                    |
| VIVANT                      | Vivre l’indépendance vers l’avenir de notre terre                        |
| ZUT                         |                                                                          |
| flämischsprachige Listen    |                                                                          |
| Kürzel                      | Liste                                                                    |
| CVP                         | Christelijke Volkspartij                                                 |
| SP-AGA                      | Socialistische Partij-Ander gaan leven                                   |
| VBl                         | Vlaams Blok                                                              |
| VLD-VU-O                    | Vlaamse Liberalen en Democraten-Volksunie-Onafhankelijken                |

## Ergebnisse
| Wahlberechtigte             | 544.044 |         |           |
| abgegebene Stimmen          | 448.839 | 82,50 % |           |
| gültige Stimmen             | 426.741 | 95,08 % |           |
| französischsprachige Listen |         |         |           |
| Liste                       | Stimmen | Anteil  | ± zu 1995 |
| PRL                         | 146.845 | 34,41 % | −0,57 %   |
| Ecolo                       | 77.969  | 18,27 % | +9,24 %   |
| PS                          | 68.307  | 16,01 % | −5,39 %   |
| PSC                         | 33.815  | 07,92 % | −1,34 %   |
| FN                          | 11.204  | 02,63 % | −4,83 %   |
| VIVANT                      | 6.431   | 01,51 % | +1,51 %   |
| FNB                         | 5.528   | 01,30 % | +1,30 %   |
| sonstige                    | 16.096  | 03,77 % | +3,61 %   |
| Summe                       | 366.195 | 85,81 % | −0,45 %   |
| flämischsprachige Listen    |         |         |           |
| Liste                       | Stimmen | Anteil  | ± zu 1995 |
| VBl                         | 19.310  | 04,52 % | +1,49 %   |
| CVP                         | 14.284  | 03,35 % | +0,06 %   |
| VLD-VU-O                    | 13.729  | 03,22 % | −0,84 %   |
| SP-AGA                      | 13.223  | 03,10 % | −0,27 %   |
| Summe                       | 60.546  | 14,19 % | +0,45 %   |

## Sitzverteilung
Die Verteilung der 75 Sitze auf die Sprachgruppen erfolgte proportional zur Anzahl der abgegebenen Stimmen für die Parteien der Sprachgruppen. Somit erhielten die französischsprachigen Listen 64 und die flämischsprachigen Listen 11 Sitze. Gegenüber der Wahl 1995 erhielten die flämischsprachigen Listen einen zusätzlichen Sitz. Innerhalb der Sprachgruppen wurden die Sitze nach dem D’Hondt-Verfahren vergeben.
| französischsprachige Listen | französischsprachige Listen | französischsprachige Listen |
| Liste                       | Sitze                       | ± zu 1995                   |
| --------------------------- | --------------------------- | --------------------------- |
| PRL-FDF PRL FDF             | 27 16 11                    | −1 +1 −2                    |
| Ecolo                       | 14                          | +7                          |
| PS                          | 13                          | −4                          |
| PSC                         | 06                          | −1                          |
| FN                          | 02                          | −4                          |
| VIVANT                      | 01                          | +1                          |
| FNB                         | 01                          | +1                          |
| Summe                       | 64                          | −1                          |
| flämischsprachige Listen    |                             |                             |
| Liste                       | Sitze                       | ± zu 1995                   |
| VBl                         | 04                          | +2                          |
| CVP                         | 03                          | ±0                          |
| VLD-VU-O VLD VU O           | 02 01 01 0                  | −1 ±0 Neu                   |
| SP-AGA SP Agalev            | 02 02 0                     | ±0                          |
| Summe                       | 11                          | +1                          |